# Yamaha Vino
Il Yamaha Vino è uno scooter prodotto dalla casa motociclistica giapponese Yamaha Motor dal 1997.

## Descrizione
Si tratta di un piccolo scooter a ruote basse dal design retrò ispirato ai classici scooter anni cinquanta italiani. Viene venduto in varie cilindrate sul mercato asiatico e la produzione avviene sia in Giappone che in Taiwan. Dal 2018 viene prodotto anche dalla Honda ribattezzato Honda Giorno. La versione elettrica viene ribattezzata Yamaha E-Vino. In Europa non è mai stato importato.

## Vino 50

### Prima serie
La prima serie di Yamaha Vino (codice telaio 5AU) è stata presentato in Giappone l'8 marzo 1997 ed utilizzava un motore due tempi 3KJ da 49 cm³ con raffreddamento ad aria comune a tutti gli scooter Yamaha 50. Il peso del veicolo era di 70 kg.
Il 2 marzo del 1998 venne lanciato il Vino Classic, una versione con cromature ed esterno modificato leggermente modificato.
La struttura di base, sia della carrozzeria che del motore, è la stessa del Yamaha Jog Aprio ma con sospensioni anteriore specifica.
Nel 1999, la marmitta è stata dotata di un catalizzatore in risposta alle nuove normative sulle emissioni.

### Seconda serie

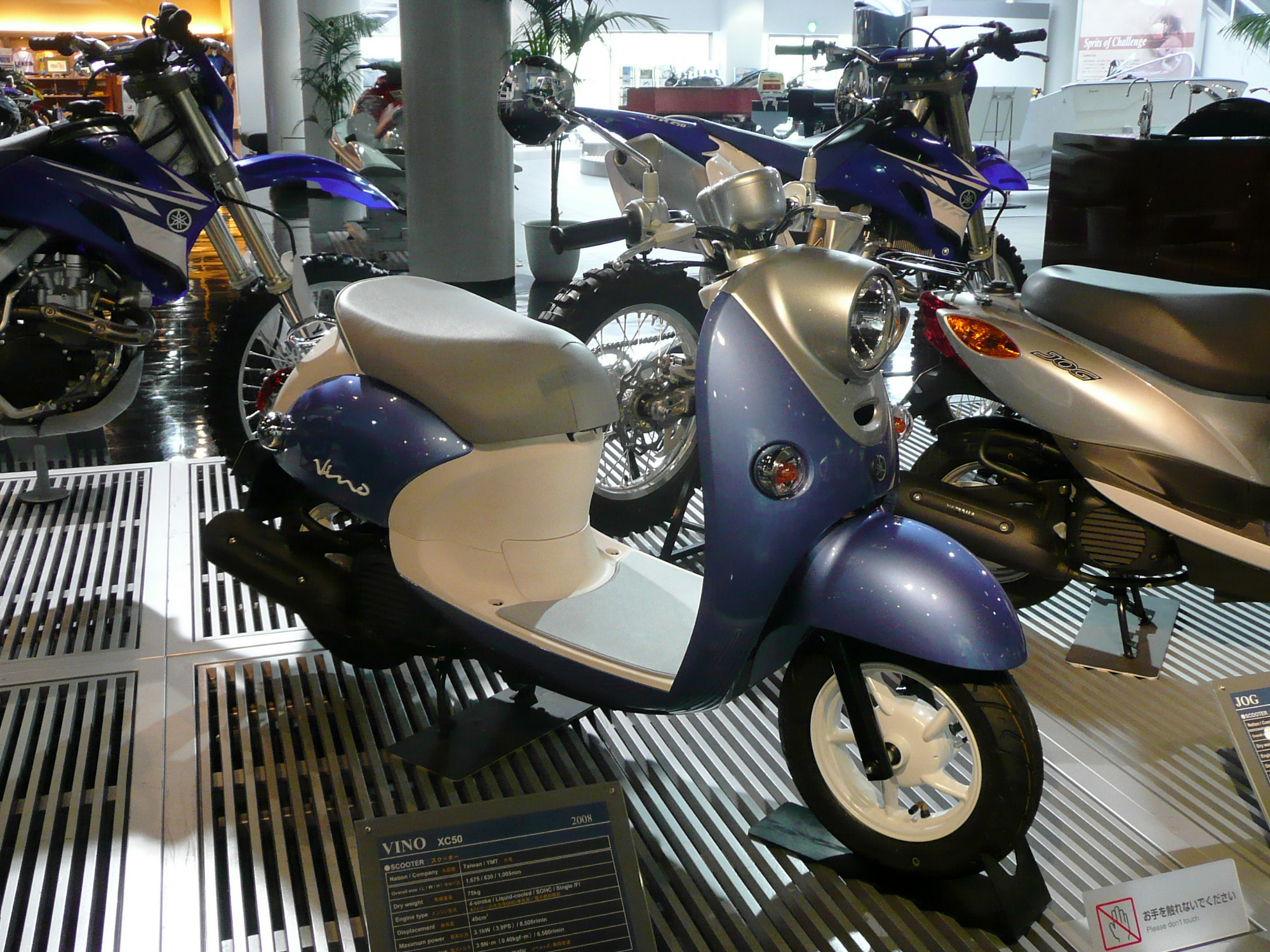
Vino seconda serie

La seconda generazione (codice telaio SA26J) debutta il 29 marzo 2004 e la produzione virnr trasferita a Taiwan nello stabilimento della Taiwan Yamaha Motor Co., Ltd.
Con la nuova serie viene adottato un nuovo motore a 4 tempi OHC 49 cm³ a 3 valvole raffreddato ad acqua con un cilindro. La carrozzeria è stata completamente ridisegnata ereditando l'immagine del vecchio modello e dotata di ruote di alluminio.
Il 16 novembre 2007 è stato introdotto il catalizzatore anche nei modello per il mercato taiwanese.
Nel dicembre 2014 viene introdotto l’E-Vino, alimentato da un motore elettrico.
Dei lievi aggiornamenti al motore sono stati presentati nell’ottobre del 2015 e nell’agosto del 2017 per limitare le emissioni sul mercato giapponese.

### Terza serie
La terza generazione è stata presentata il 25 maggio 2018 (codice telaio 2BH-AY02) e viene venduto anche dalla Honda sul mercato giapponese come Honda Giorno nell’ambito di un accordo commerciale di OEM stipulato nell'ottobre 2016 tra Honda e Yamaha Motor. Entrambi i modelli vengono ora prodotti in Giappone presso lo stabilimento Honda Kumamoto Manufacturing di Hirakawa.
Si tratta di un pesante restyling della vecchia seconda generazione da cui ne eredita telaio e parte della meccanica mentre il motore è un 50 cm³ di origine Honda.
La terza serie viene proposta anche in versione elettrica denominata E-Vino.

## Vino 90
Il Vino 90 è stato lanciato a Taiwan nel febbraio 1999 e viene prodotto localmente. È equipaggiato con il motore Yamaha 90 (3WF) da 82 cm³ raffreddato ad aria a 2 tempi con un design diverso da quello del giapponese Vino . La differenza rispetto al Vino (5AU) oltre al design della carrozzeria è nella sospensione anteriore di tipo telescopico, l’impianto frenante è composto da doschi anteriori e tamburi al posteriore. 
In Giappone, è stato venduto in alcuni negozi tramite importazione parallela. La produzione è terminata nel 2004.

## Vino 125

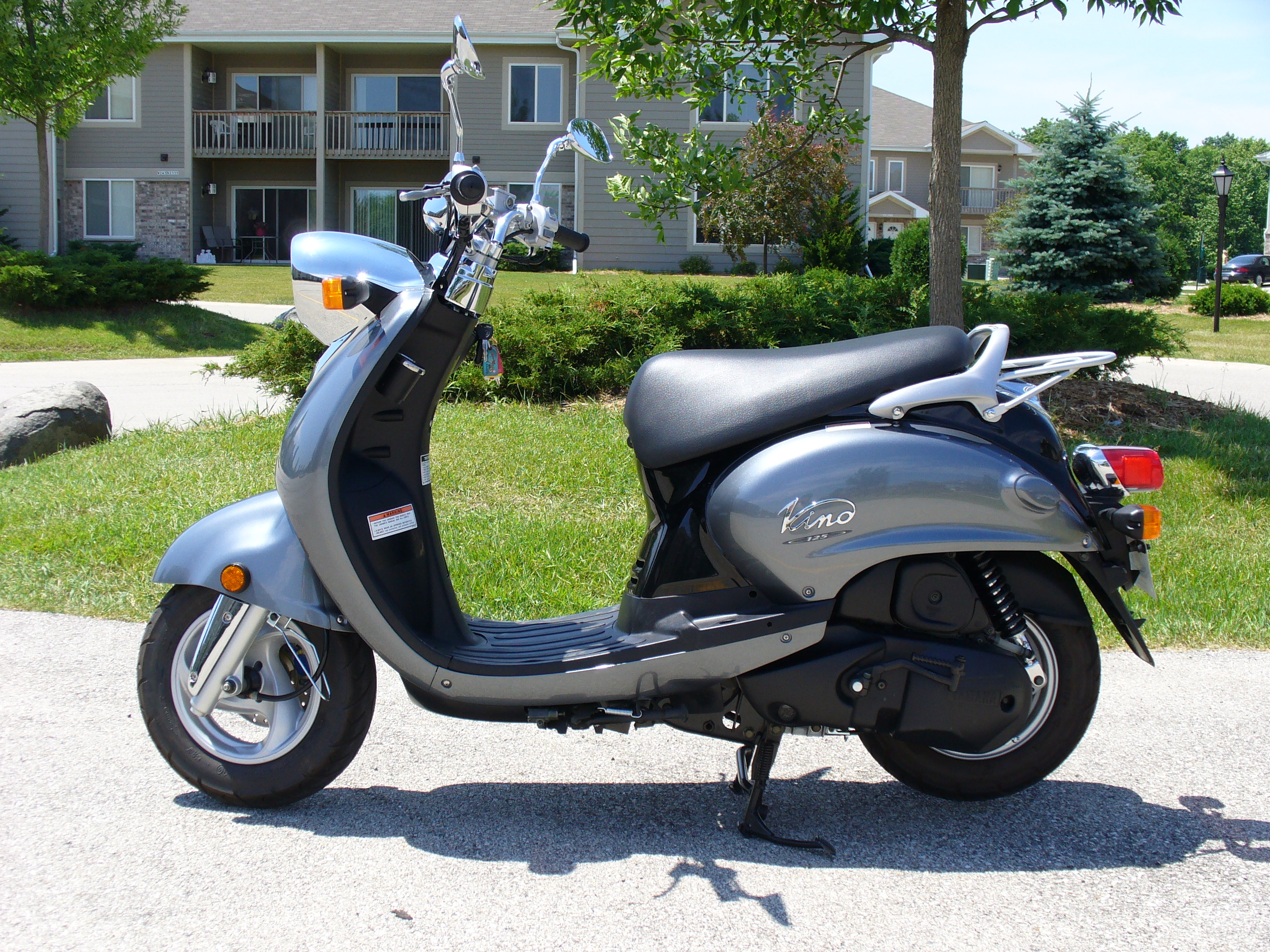
Vino 125

Il Vino 125 (codice telaio YJ125S) è stato lanciato in Taiwan nell'aprile 2000 ed è stato prodotto da Yamaha Motor Taiwan, inizialmente chiamato Vino Bianco 125, aveva un fanale anteriore specifico con una protezione superiore e un motore a 4 tempi raffreddato ad aria da 124 cm³ derivato dal Yamaha Cygnus.
L’impianto frenante utilizzava un disco anteriore e tamburo al posteriore. 
Nell'aprile 2004 in occasione di un aggiornamento la denominazione cambia in Yamaha Vino 125. Il fanale anteriore è stato spostato sullo scudo anteriore come sui Vino cinquantini. Il modello 125 è stato esportato anche in Nord America e in Australia ma non in Europa. La produzione è terminata nel 2010 a causa delle vendite deludenti. 
In Thailandia dal Vino 125 è stato ricavato il modello specifico prodotto localmente denominato Yamaha Fino 115 che possiede lo stesso telaio ma un motore ridotto nella cubatura a 115 cm³ e un frontale specifico.